# Karl Heinz Bremer
Karl Heinz Bremer (auch Karl-Heinz; * 16. November 1911 in Frankfurt am Main; † 2. Mai 1942 bei Weliki Nowgorod am Ilmensee) war ein deutscher Romanist im Nationalsozialismus.

## Leben
Bremer, Sohn des Ingenieurs Wilhelm Bremer, besuchte die Oberrealschule in Mannheim und studierte Geschichte, Romanistik und Staatswissenschaften in Heidelberg, Königsberg und Paris und promovierte am 7. April 1934 bei Hans Rothfels an der Albertina in Königsberg. Dort begann er als Lektor für Französisch. Ab 1936 war er als Deutsch-Lektor in Paris an der Sorbonne und an der École normale supérieure tätig. Bremer trat, noch während seiner Tätigkeit in Frankreich, zum 1. August 1937 der NSDAP bei (Mitgliedsnummer 4.009.456) und wurde der NSDAP/AO zugeordnet.
Bremer war ab April 1939 als Assistent am Kieler Institut für Politik und Internationales Recht beschäftigt und assistierte Paul Ritterbusch bei der Romanistentagung am 17. und 18. Mai 1940 in Berlin, bei der der Kriegseinsatz der Geisteswissenschaften geplant wurde. Nach der Niederlage Frankreichs wurde Bremer im Herbst 1940 im Zuge der Gründung des Deutschen Instituts in Paris dessen stellvertretender Direktor unter Karl Epting und Leiter seiner wissenschaftlichen Abteilung. Im Deutschen Institut leitete er den deutsch-französischen Übersetzungsausschuss und kontrollierte damit (zusammen mit Gerhard Heller, der die Verlage und die Papierzuteilung steuerte) die französische Buchproduktion. Zusammen mit Epting gab er die neue Zeitschrift Deutschland-Frankreich heraus sowie die dazugehörige Schriftenreihe „Cahiers de l’Institut Allemand“. Bremer war ein guter Freund des französischen Kollaborateurs Robert Brasillach. Er übersetzte Werke des Schriftstellers Henry de Montherlant, so 1939 Service inutile (Nutzloses Dienen).
Bremer wurde am 27. Februar 1942 an die Ostfront eingezogen und dort zum Entsatz des Kessels von Demjansk beordert, wo er bald darauf fiel.
Montherlant schrieb in der Zeitschrift Deutschland-Frankreich. Vierteljahrsschrift des Deutschen Instituts Paris, dessen Hauptschriftleiter Bremer gewesen war, im April 1943 einen Nachruf: „Souvenirs sur Karl Heinz Bremer“.
Das Buch „Nationalismus und Chauvinismus in Frankreich“ wurde 1946 in der SBZ auf die Liste der auszusondernden Literatur gesetzt.
Das Buch „Der französische Nationalismus“ wurde 1953 in der DDR auf die Liste der auszusondernden Literatur gesetzt.

## Publikationen
(Auswahl, chronologisch)
- Die Krise des französischen »Systems« und das Ringen um eine neue Staatsautorität. In: Zeitschrift für die gesamte Staatswissenschaft, Band 96, Heft 1. (1936), S. 112–148[8]
- Kommunismus und Literatur in Frankreich. In: Die Tat. 28. Jg. 1936, November.
- Der sozialistische Kaiser. In: Die Tat. 30. Jg. 1938, Juni, S. 160–171.
- Der französische Nationalismus. Eine Studie über seinen geistigen Strukturwandel von der Franz. Revolution bis auf unsere Tage. Schriften des Instituts für Politik und internationales Recht an der Universität Kiel; N. F. Bd. 6. Deutscher Rechtsverlag, Berlin 1939.
- Nationalismus und Chauvinismus in Frankreich. Reihe: Frankreich gegen die Zivilisation. Heft 23. Schriften des Deutschen Instituts für außenpolitische Forschung und des Hamburger Instituts für auswärtige Politik; Heft 78. Junker & Dünnhaupt, Berlin 1940.